# Marma (zoologia)
Marma Simon, 1902 è un genere di ragni appartenente alla famiglia Salticidae.

## Distribuzione
Le tre specie oggi note di questo genere sono diffuse in America meridionale, nell'areale compreso fra Venezuela e Argentina.

## Tassonomia
Considerato un sinonimo anteriore di Thysema Mello-Leitão, 1944 e di Paralophostica Soares & Camargo, 1948 a seguito di uno studio dell'aracnologa Galiano del 1962.
A dicembre 2010, si compone di tre specie:
- Marma baeri Simon, 1902[2] — Ecuador
- Marma femella (Caporiacco, 1955) — Venezuela
- Marma nigritarsis (Simon, 1900) — dal Venezuela all'Argentina